# Jacinta Passos
Jacinta Velloso Passos (Cruz das Almas, 30 de novembro de 1914 - 28 de fevereiro de 1973) foi uma escritora e poetisa brasileira. Notória por sua história de vida e engajamento na política e nas artes, especialmente na poesia. Nesse contexto, publicou quatro livros de poesias e foi companheira de militância comunista de nomes como Carlos Marighella, Sérgio Buarque de Holanda, Sérgio Milliet, Oswald de Andrade, Antônio Cândido, José Mindlin, e Caio Prado Júnior. Além, disso, trabalhou com Jorge Amado e casou-se com seu irmão.

## Infância e educação
Jacinta Passos nasceu no município baiano de Cruz das Almas, na Fazenda Campo Limpo, em 1914. Era filha de Berila Eloy e Manuel Caetano da Rocha Passos, uma família de escravistas. Seu avô paterno, Themístocles da Rocha Passos, foi duas vezes Senador na Província (e depois Estado) da Bahia. E seu bisavô paterno, o português Manoel Caetano de Oliveira Passos, foi um dos fundadores do arraial de Nossa Senhora de Bom Sucesso, no século XIX. Sua família tinha bastante prestígio político nos período da monarquia e do início da República.
A família de Jacinta mudou-se da fazenda para a cidade de São Félix, em 1924, quando ela tinha 10 anos de idade; para que seu pai fosse empossado como fiscal de consumo do Ministério do Trabalho (profissão que exerceu por 30 anos). Dois anos depois, Jacinta e seus irmãos mudaram-se para a capital, Salvador, para estudar na Escola Normal da Bahia. Ela formou-se em 1932, aos 18 anos, como melhor aluna da turma na disciplina de matemática.
Na época, a poesia era uma atividade que fazia para si mesma, e não mostrava para outras pessoas. Ela lecionava catecismo na Paróquia de Nazaré (incluindo aulas para empregadas domésticas da região), alfabetização na fazenda Campo Limpo, e matemática na Escola Normal da Bahia.

## Vida política e publicações
Para poder participar dos círculos intelectuais e políticos (proibidos para mulheres), ela  andava com seu irmão mais novo, Manoel Caetano Filho;  e ambos entraram na Ala das Letras e das Artes (ALA), movimento artístico baiano em resposta ao Modernismo. Durante a Segunda Guerra Mundial, mobilizou-se contra o fascismo e o nazismo, participou de comícios e manifestações públicas, escreveu em jornais. Foi quando aproximou-se dos comunistas e afastou-se da sua formação católica.
Seu primeiro livro "Nossos Poemas" foi lançado em 1942, em coautoria com seu irmão. Mesmo ano em que Jorge Amado a convida para o jornal O Imparcial (antes disso, já havia colaborado com a revista Seiva), onde ela escreve sobre política nacional e nternacional, Segunda Guerra Muncial, combate ao nazifascismo e mobilização feminina. Chegou a assinar uma “página feminina”.
Neste mesmo período, Jacinta (então com 29 anos) começou a namorar James Amado (21 anos), irmão de Jorge Amado. Por conta de uma bolsa de estudos, mudou-se para São Paulo, em 1944, onde passou a morar com James. Pouco tempo depois, casaram-se no civil. A família de Jacinta soube dos fatos apenas depois que tinham acontecido. E, com o casamento, ela passa a ter ainda mais relações com comunistas e intelectuais (como Sérgio Buarque de Holanda, Sérgio Milliet, Osvald de Andrade, Antônio Cândido, José Mindlin, e Caio Prado Júnior), participando das manifestações em apoio à democracia no Brasil.
Seu segundo livro "Canção da Partida" foi lançado em 1945, com uma tiragem exclusiva de 200 exemplares, numerados e autografados, ilustrados com cinco desenhos de Lasar Segall. Dentre as boas críticas que recebeu estão a de Roger Bastide para O Jornal (Rio de Janeiro), e a de José Geraldo Vieira para o Correio Paulistano (São Paulo).
No mesmo ano, o casal mudou-se para Porto Alegre e filiou-se oficialmente ao Partido Comunista Brasileiro (PCB). Depois de algum tempo, o partido indicou que ambos se mudassem para Salvador, onde deveriam se candidatar a deputados federais. Jacinta foi aceita e James não. Ela foi uma das 3 mulheres candidatas pela Bahia em um universo de 140 homens. Jacinta ficou em último lugar. O eleito foi Carlos Marighella.
Quando o PCB foi posto novamente na ilegalidade e os militantes passaram a ser perseguidos, em 1948, Jacinta e James mudaram-se para o interior da Bahia para gerir uma fazenda dos Amado que estava abandonada. Durante os 3 anos em que estiveram na fazenda, ambos se dedicaram a seus novos projetos literários.
Seu terceiro livro "Poemas Políticos" foi lançado em 1951, quando o casal já havia se mudado para o Rio de Janeiro. "Por conta do contexto político da época, o livro não obteve a mesma atenção da crítica". No mesmo ano, ela passa a ser investigada pela polícia.

## Loucura
Em 25 de setembro de 1951, o casal participou do IV Congresso de Escritores Brasileiros, em Porto Alegre. Após seu retorno ao Rio de Janeiro, "Jacinta teve uma forte crise nervosa, seguida de delírios". Segundo James, houve um dia em que expulsou Dalcídio Jurandir, amigo que visitava o casal, trancou todas as portas e janelas (pois acreditava piamente que a polícia estava cercando a casa para prendê-la) e pôs-se a gritar. Só foi contida no dia seguinte, quando um amigo conseguiu entrar e ajudar James a contê-la. Levaram-na ao médico psiquiatra Isaías Paim.
Com um diagnóstico inicial de esquizofrenia paranoide, inicia-se então uma sequência de internações para tratamento em diversas clínicas. Inicialmente, 4 meses na clínica de Isaías em Botafogo, com tratamento de eletrochoques (tratamento comum à época). Foi transferida para uma clínica na Ilha do Governador. Após fugir duas vezes, foi levada para a Clínica Psiquiátrica Charcot, em São Paulo; causando o fim do casamento.
Após um breve período de alta (iniciado em 1952), ela voltou a ser internada na mesma clínica de São Paulo, alguns anos mais tarde, após saber que James estaria se relacionando com outra mulher. Após um ano de internação, voltou com a morar com a família, em Salvador, em 1957, no sobrado de sua juventude. Passou a maior parte do tempo trancada em seu quarto, com sua máquina de escrever e muitos recortes de jornais e livros. Trabalhou brevemente no jornal do PCB, O Momento.
Seu quarto livro "A Coluna" foi lançado em 1958, “um longo poema em 15 cantos, que recria a história da Coluna Prestes, com o objetivo de derrubar os governos da República Velha, considerados retrógados”. Fora escrito em seu último período de internação na Clínica Psiquiátrica Charcot, em São Paulo. No mesmo ano, Jacinta foi ao Rio de Janeiro visitar a filha e estava vendendo seu livro na Central do Brasil; quando foi detida pela polícia que alegou que a publicação fazia “apoteose da campanha comunista no Brasil.” Foi solta no mesmo dia, porque James alegou que ela possuía “problemas mentais”.
Quando voltou a Salvador, Jacinta pediu o divórcio de James e a guarda legal de sua filha. Para evitar um processo unilateral de desquite, James contou com a ajuda de Carlos Marighella e da família de Jacinta para convencê-la de que Janaína havia sido enviada escolhida pelo PCB para estudar na URSS e ter uma formação comunista.
Ainda em 1958, Jacinta voltou a ter crises, em Salvador, e foi internada por 6 meses. Depois que se recuperou, mudou-se para Petrolina, em Pernambuco; onde permaneceu até 1962. Mudou-se então para Barra dos Coqueiros, em Sergipe, onde retomou sua forte atuação política, mesmo após o golpe de 1964. Em 1965, Jacinta foi presa pela primeira vez, por alguns dias, após denúncia do prefeito. No mesmo ano, foi presa em Aracaju por escrever palavras de ordem em um muro, e enviada para o Sanatório Público Adauto Botelho, quando percebeu-se que era portadora de doenças mentais.
A família de Jacinta a transferiu para a Casa de Saúde Santa Maria, onde permaneceu por 7 anos ininterruptos, até seu falecimento por causa de um derrame cerebral, no dia 28 de fevereiro de 1973, quando tinha 57 anos de idade. Nessa última internação, escreveu 3.348 páginas de caderno (quase 16 páginas por dia).

## Vida pessoal
Jacinta e James tiveram uma filha, Janaína Amado.

## Publicações
- Nossos Poemas (Salvador: Editora Baiana, 1942), em coautoria com seu irmão;
- Canção da Partida (São Paulo: Edições Gaveta, 1945), com ilustrações de Lasar Segall;
- Poemas Políticos (Rio de Janeiro: Editora Casa do Estudante, 1951);
- A Coluna (Rio de Janeiro: Editora Coelho Branco, 1957).

## Leituras adicionais
- AMADO, Janaína (Org). Jacinta Passos, coração militante: poesia, prosa, biografia, fortuna crítica. Edufba-Corrupio, Salvador, 2010. Obra publicada numa licença CC-BY-NC-SA.